# Penthea vermicularis
Penthea vermicularis là một loài bọ cánh cứng trong họ Cerambycidae.